# Boca de la Sierra
Boca de la Sierra är en ort i Mexiko.   Den ligger i kommunen Saltabarranca och delstaten Veracruz, i den sydöstra delen av landet, 400 km öster om huvudstaden Mexico City. Boca de la Sierra ligger 7 meter över havet och antalet invånare är 134.
Terrängen runt Boca de la Sierra är mycket platt. Runt Boca de la Sierra är det ganska tätbefolkat, med 70 invånare per kvadratkilometer. Närmaste större samhälle är Lerdo de Tejada, 11,0 km norr om Boca de la Sierra. Omgivningarna runt Boca de la Sierra är en mosaik av jordbruksmark och naturlig växtlighet.